# Utinga (kommun i Brasilien)
Utinga är en kommun i Brasilien.   Den ligger i delstaten Bahia, i den östra delen av landet, 800 km nordost om huvudstaden Brasília. Antalet invånare är 18 193.
Omgivningarna runt Utinga är huvudsakligen savann. Runt Utinga är det mycket glesbefolkat, med 6 invånare per kvadratkilometer.